# Drew Barrymore

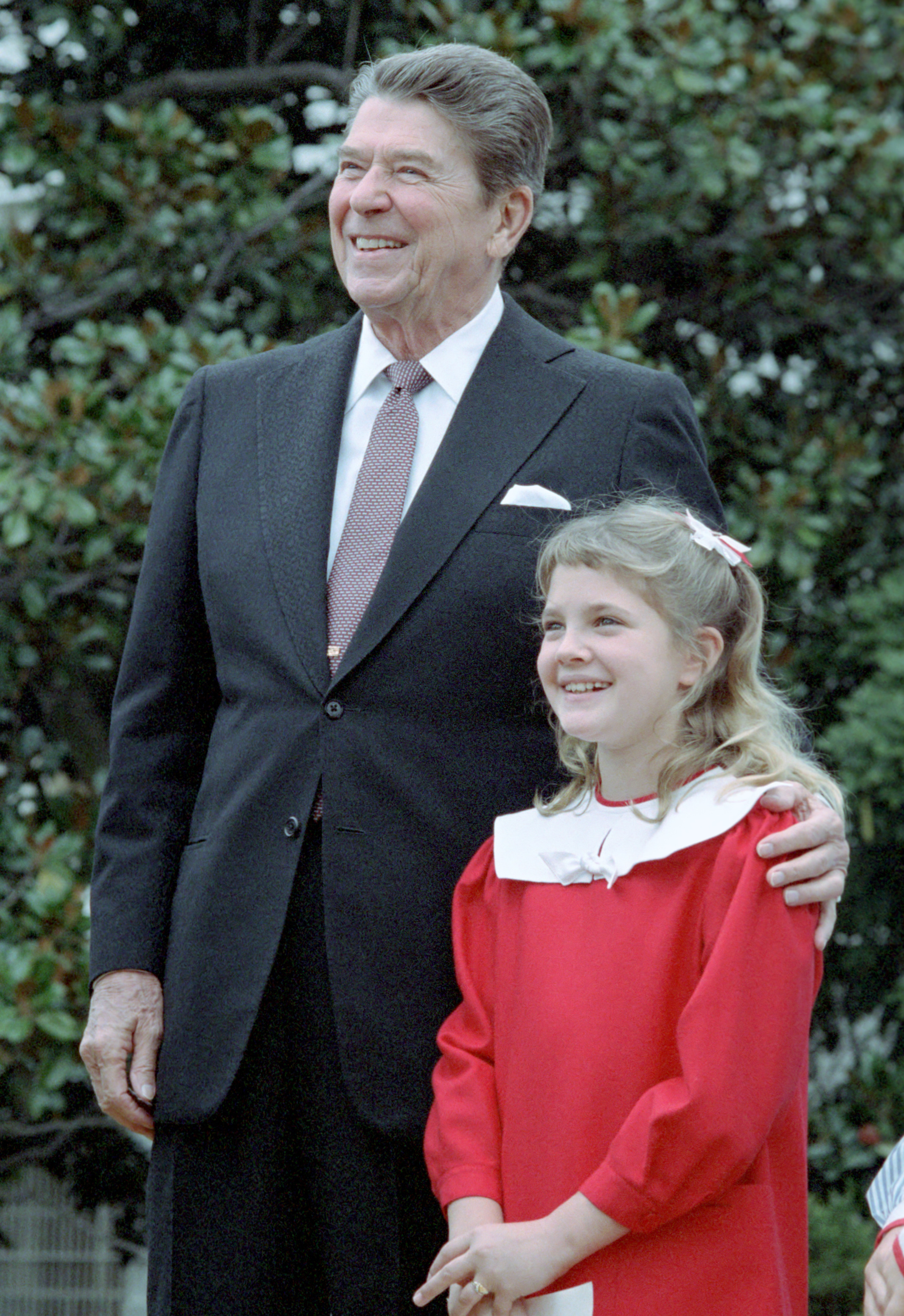
Drew Barrymore med president Ronald Reagan 1984.

Drew Blyth Barrymore, född 22 februari 1975 i Culver City i Los Angeles i Kalifornien, är en amerikansk skådespelare, producent, regissör och entreprenör.

## Biografi
Drew Barrymore föddes 22 februari 1975 i Culver City i Los Angeles-området i Kalifornien. Hon är dotter till John Drew Barrymore och Jaid Barrymore samt sondotter till John Barrymore. Hennes gudfar är Steven Spielberg och hennes gudmor är Sophia Loren. Hon växte upp i Los Angeles-området och började med skådespeleriet vid elva månaders ålder, då hennes mor tog henne till hennes första provspelningar för TV. Hon gjorde sitt första framträdande i en reklamfilm för Gainesburger Puppy Food. Barrymore fortsatte med film och när hon var sex år gammal provspelade hon för Steven Spielbergs Poltergeist. Spielberg tyckte inte att hon passade för en roll i filmen, men gav henne en annan roll som Gertie i filmen E.T. the Extra-Terrestrial.
Redan vid elva års ålder började Drew Barrymore få drog- och alkoholproblem. Då hade hon rökt cigaretter i två år. Den 28 juni 1988, när Barrymore var 13 år gammal, skrev hennes mamma in henne på ett behandlingshem för drogberoende, där hon vistades i 18 månader. Därefter var hon intagen vid flera tillfällen på olika kliniker.
Barrymore har varit gudmor till Kurt Cobains och Courtney Loves dotter, Frances Bean Cobain.
När Drew Barrymore var 19 år gammal gifte hon sig med barägaren Jeremy Thomas, men förhållandet varade bara i tre månader.
Under sommaren 2001 gifte sig Barrymore med den kanadensiske komikern Tom Green, och de ansökte om skilsmässa efter sex månader. Hon har även varit förlovad med The Strokes-trummisen Fabrizio Moretti och haft en relation med skådespelaren Edward Norton.
År 2009 debuterade hon som regissör med filmen Whip It.
År 2011 träffade hon Will Kopelman som blev hennes make i juni 2012. Paret har två döttrar födda i september 2012 respektive april 2014. De ansökte om skilsmässa 2016.

## Filmografi (urval)
- 1980 – Experimentet
- 1982 – E.T. the Extra-Terrestrial
- 1984 – Eldfödd
- 1985 – Cat's Eye
- 1987 – A Conspiracy of Love
- 1992 – Poison Ivy
- 1993 – Doppelganger
- 1993 – Wayne's World 2
- 1993 – The Amy Fisher Story
- 1993 – Motorama
- 1993 – 2000 Malibu Road
- 1994 – Bad Girls
- 1995 – Batman Forever
- 1995 – Med eller utan killar
- 1996 – Alla säger I Love You
- 1996 – Scream
- 1998 – Home Fries
- 1998 – För evigt
- 1998 – Wedding Singer
- 1999 – Never Been Kissed
- 2000 – Titan A.E. (röst)
- 2000 – Charlies änglar
- 2000 – Simpsons (TV-serie) (avsnittet "Insane Clown Poppy")
- 2001 – Freddy Got Fingered
- 2001 – Donnie Darko
- 2001 – Pojkarna i mitt liv
- 2002 – Confessions of a Dangerous Mind
- 2002 – Duplex
- 2003 – Charlies änglar - Utan hämningar
- 2004 – 50 First Dates
- 2005 – Fever Pitch
- 2005–2013 – Family Guy (TV-serie) (återkommande gäströst)
- 2007 – Music and Lyrics
- 2007 – Lucky You
- 2008 – Chihuahuan från Beverly Hills (röst)
- 2009 – Dumpa honom!
- 2009 – Whip It (även regi)
- 2009 – Grey Gardens
- 2009 – Everybody's Fine
- 2010 – Going the Distance
- 2012 – Big Miracle
- 2014 – Blended
- 2015 – Miss You Already